# Ahasver (Roman)
Ahasver ist ein Roman von Stefan Heym. Er erschien 1981 im Bertelsmann-Verlag.
In diesem Roman greift Stefan Heym die Legende vom Ewigen Juden auf. Diese erzählt von Ahasver, einem jüdischen Schuster an der Via Dolorosa, der Jesus, als dieser auf dem Weg zu seiner Kreuzigungsstätte sein eigenes Kreuz trug, nicht vor seinem Haus ausruhen ließ. Deshalb wird er von Jesus dazu verdammt, bis zum Jüngsten Tag wandernd auf der Erde umherzuirren.
Stefan Heym überhöht diese Legende ins Mythische, indem er Ahasver als einen gefallenen Engel darstellt, der neben Lucifer am sechsten Tag von Gott gestürzt wurde, weil er die Demut vor dem Menschen verweigerte.
Der Roman besteht aus drei Handlungssphären, die einander kapitelweise ablösen: eine mythologische Sphäre, die von der Genesis, von der Schöpfung der Welt, bis zum Armageddon, dem Weltuntergang reicht, und die den Rahmen des Romans bildet; eine (nicht wirklichkeitsgetreue) Lebensbeschreibung des Reformators Paul von Eitzen, in der unter anderem dessen Begegnungen mit dem „Ewigen Juden“ geschildert werden; und ein Briefwechsel zwischen einem Wissenschaftler am (fiktiven) Institut für wissenschaftlichen Atheismus der DDR und einem israelischen Wissenschaftler über die Frage, ob es den „Ewigen Juden“ wirklich gibt.
Als gemeinsames Thema dieser Handlungssphären wird die dialektische Frage angesehen, wie aus Revolutionären die eifrigsten Verfechter der Ordnung werden. Darin wird ein Bezug der Ahasver-Figur zu Stefan Heyms Biographie gesehen, der unter Hitler, McCarthy und Ulbricht Dissident in drei verschiedenen politischen Systemen war.

## Handlung und Form

### Handlungssphären
Der Roman besteht aus drei Handlungssphären:
Erstens eine von einem als Ahasver bezeichneten Ich-Erzähler erzählte Handlung, die sich vom Sturz Lucifers bis zum Armageddon erstreckt und deren Ort unklar ist: Das erste Kapitel beginnt mit dem Sturz „[d]urch die Endlosigkeit des oberen Himmels, des feurigen, der aus Licht ist [...]“, das letzte spielt in der „Endlosigkeit des Abgrunds, der Raum ist und Zeit zugleich und in dem es kein Unten gibt und kein Oben, und kein Rechts und kein Links, nur die Ströme der Teilchen, die noch nicht geschieden sind in Licht und in Dunkel [...]“, ein Kapitel spielt in „den Tiefen des Raumes, der Sheol genannt wird und der sich erstreckt außerhalb der Schöpfung, ohne Finsternis oder Licht, überallhin, in endloser Krümmung.“
Zweitens der Werdegang des lutherischen Theologen Paul von Eitzen, die mit einer Reise des jungen Eitzens nach Wittenberg beginnt und mit seinem Tod endet und damit, dass ihn der Teufel holt.
Drittens eine mit den Mitteln des Briefromans dokumentierte Handlung, die den Briefwechsel eines Professors vom (fiktiven) „Institut für wissenschaftlichen Atheismus“ in der DDR und eines Professors aus Jerusalem beinhaltet. Diese Handlung wird anhand von Briefen und Dokumenten erzählt und erstreckt sich vom „19. Dezember 1979“ bis zum „12. Januar 1981“.
Diese drei Sphären sind formal durch die verschiedenen Erzählperspektiven klar erkennbar voneinander unterschieden. Dabei sind sie durch Gemeinsamkeiten und Bezüge miteinander verbunden. Diese Verbindung geschieht zum einen durch die Kapitelüberschriften, die nicht nur die Rezeption des Lesers lenken, sondern auch eine den jeweiligen Erzählern übergeordnete Erzählinstanz behaupten. Zum anderen gibt es thematische Parallelen, wie etwa die Rekurrenz des Namens „Lucifer“ als „Jochanaan Leuchtentrager“ im Briefwechsel und – in seiner eingedeutschten Form – als „Hans Leuchtentrager“ in der Eitzen-Handlung. Diese zunächst nur formale Parallele stellt sich spätestens nach dem zünftigen Ende von Beifuß und Eitzen als Gemeinsamkeit im Personal der Handlungssphären heraus: Lucifer und Ahasver tauchen in allen drei Handlungssphären auf. Außerdem werden die DDR-Handlung und die Eitzen-Handlung dadurch miteinander verknüpft, dass sich der Briefwechsel auf die Eitzen-Handlung bezieht.

### Die mythologische Handlung
Der Roman beginnt mit der Legende vom Engelssturz. In Heyms Version ist Ahasver einer der Engel, die sich gemeinsam mit Lucifer weigern, den neu geschaffenen Adam zu bewundern. Zur Strafe verbannt Gott sie aus seiner Nähe.
Lucifer sieht die ganze Schöpfung und den Menschen als fehlerhaft an. Deshalb glaubt er, er könne in Ruhe abwarten, bis die Welt an ihrer eigenen Unzulänglichkeit untergehen wird. Seine Aufgabe sieht er darin, die Weltordnung zu fördern, um diese Entwicklung zu beschleunigen. Wo immer es ihm möglich ist, unterstützt er deshalb die Obrigkeit.
Ahasver dagegen sieht in Adam auch die positiven Möglichkeiten. Sein Ziel ist es, die fehlerhafte Weltordnung zu verändern und zu verbessern. Folglich ist er überall beteiligt, wo sich Menschen gegen ihre Unterdrücker erheben. Außerdem sucht Ahasver eine Möglichkeit, von Gott wieder aufgenommen zu werden.
Als Jesus – im Roman Reb Joshua – auf die Erde gesandt wird, versucht Ahasver, ihn zu überreden, seine Macht zu benutzen, um das Volk in den Freiheitskampf zu führen. Dafür benutzt Heym biblische Geschichten, die er dann aber frei umerzählt. Hierfür ein Beispiel: Im 4. Kapitel des Matthäus-Evangeliums wird erzählt, dass der Teufel Jesus versucht und ihm die Herrschaft über die Welt anbietet. Bei Heym ist es Ahasver, der von Jesus verlangt, dass er sich zum König aufschwingt, um endlich eine gerechte Welt zu errichten.
Auch den Kern der Ahasverlegende deutet Heym um. Jesus bittet Ahasver auf dem Weg nach Golgatha darum, im Schatten seines Hauses rasten zu dürfen. Ahasver erklärt noch einmal, dass er von Jesus nicht stummes Leiden erwartet, sondern er soll als Revolutionär handeln. Als Jesus das verweigert, verjagt er ihn aus spontanem Zorn – also nicht aus Bosheit – von seiner Türschwelle und wird dafür verflucht, bis ans Ende der Zeiten auf der Erde zu wandeln, was Ahasver im Grunde nicht weiter betrifft, da er als gefallener Engel schon immer zu den ewigen Wesen gehört hat.
Später sucht Ahasver Jesus dann im Himmel auf, um ihm zu erklären, dass sein Leiden überhaupt nichts verändert hat, denn die Menschheit ist noch immer verdorben und handelt noch immer so egoistisch wie zu Jesu Zeiten. Jesus, der bisher geglaubt hat, er hätte die Menschheit erlöst, erhebt sich empört gegen Gott und löst dadurch die Apokalypse aus. In einem neuen Engelssturz vereint sich Ahasver mit Jesus, und weil Jesus mit Gott identisch ist, ist Ahasver damit zu Gott zurückgekehrt.

### Die Eitzen-Handlung
Die Haupthandlung erzählt von dem Theologen Paul von Eitzen, der verschiedene Male in seinem Leben Lucifer und dem ewigen Juden Ahasver begegnet. Von Lucifer wird er im Laufe seiner Karriere immer wieder unterstützt, teils weil es einen unausgesprochenen Teufelspakt gibt, teils weil Lucifer und Eitzen gemeinsame Interessen haben, denn beide sind kompromisslose Verteidiger der herrschenden Ordnung. Außerdem lässt sich Eitzen keine Gelegenheit entgehen, um gegen die treulosen Juden zu hetzen. Zur Strafe dafür wird er am Ende des Romans vom Teufel geholt.

### Die DDR-Handlung
Ein Professor Jochanaan Leuchtentrager (Lucifer) der Hebrew University in Jerusalem beginnt einen Briefwechsel mit seinem Kollegen Siegfried Beifuß vom Institut für wissenschaftlichen Atheismus über die reale Existenz des ewigen Juden. Leuchtentrager bringt dafür immer neue Beweise, die im Rahmen des Romans unwiderlegbar sind. Beifuß wird aber durch seine Vorgesetzten immer wieder darauf hingewiesen, dass er Leuchtentrager aus ideologischen Gründen widerlegen muss, egal wie überzeugend der argumentiert. Zur Strafe für diese Borniertheit wird auch Beifuß schließlich vom Teufel geholt.

## Analyse

### Die Erzähler
In der mythologischen Handlung ist Ahasver der Ich-Erzähler. Aus seiner Sicht bekommen die bekannten Mythen und biblischen Geschichten immer wieder eine unbekannte Wendung. Paul von Eitzens Lebensgeschichte wird von einem Er-Erzähler aus der Perspektive der Hauptperson geschildert. Dadurch ergibt sich ein Gegensatz zwischen dem Leser, der ja durch die anderen Teile weiß, dass Ahasver und Lucifer existieren, und Eitzen selbst, der einfach nicht wahrhaben will, dass seine hilfsbereite Reisebekanntschaft nicht nur ein einfacher Hans Leuchtentrager ist. Der Briefwechsel Leuchtentrager–Beifuß hat naturgemäß keinen Erzähler.

### Sprache
Heym bemüht sich darum, seine Sprache der jeweiligen Zeit anzupassen, und imitiert Barocksprache und die Sprache der Bibel. In dem Briefwechsel karikiert er die Gepflogenheiten von modernen Gelehrten und gegen Ende des Romans zitiert er die Dokumente über das Verschwinden (Republikflucht) des Professors Beifuß, als dieser in Wahrheit vom Teufel geholt wurde. Dies ist eine Satire auf eine Bürokratie, die völlig überfordert ist, sobald sie mit dem Übernatürlichen konfrontiert wird.
Manchmal wechselt Heym auch die Stilebenen, um einen komischen Effekt zu erzielen.

## Digitale Edition
Im März 2025 wurde von der Professur Neuere Deutsche und Vergleichende Literaturwissenschaft (TU Chemnitz) in Zusammenarbeit mit dem Kompetenzzentrum Trier Center for Digital Humanities (Universität Trier) eine „[d]igitale kommentierte Edition in historisch-kritischer Perspektive“ zu „Ahasver“ veröffentlicht. Gefördert wurde dieses Projekt von der Deutschen Forschungsgemeinschaft (DFG). Dort lassen sich zahlreiche Digitalisate der Überlieferungsträger aus dem Nachlass von Stefan Heym (hinterlegt im Archiv der Cambridge University Library), ausführliche literaturwissenschaftliche Analysen und Kommentare zum Roman sowie Hintergrundinformationen zu seiner Entstehung und Rezeption finden.

### Sekundärliteratur
- Hans-Peter Ecker: Poetisierung als Kritik. Stefan Heyms Neugestaltung der Erzählung vom Ewigen Juden. Reihe: Mannheimer Beiträge zur Literaturwissenschaft, 13. Tübingen 1987
- Gabrielle Oberhänsli-Widmer: Stefan Heym Ahasver (1981), Kirche und Israel : KuI ; Neukirchener theologische Zeitschrift 23 (2008), S. 166–177,
- Anja Reuter: Die Frömmigkeit des Zweifels. Biblisch-messianische Motive und deren sozialkritische Funktion im Roman „Ahasver“ von Stefan Heym. Reihe: Europäische Hochschulschriften. Peter Lang, Frankfurt 2001
- Marc Temme: Mythos als Gesellschaftskritik. Stefan Heyms »Ahasver«. Texte 4 der RLS. Karl Dietz Verlag, Berlin 2000, ISBN 3-320-02013-7
- Hg. v. Bernadette Malinowski, Michael Ostheimer, Tobias Frank, Christoph Grube in Zusammenarbeit mit Thomas Burch, Claudia Bamberg u. Julia Fischer: Stefan Heyms »Ahasver«. Digitale kommentierte Edition in historisch-kritischer Perspektive. Chemnitz, Trier 2025,

### Rezensionen
- Günter Zehm, Die Welt, 5. September 1981
- Herwarth von Schade, Deutsches Allgemeines Sonntagsblatt,  Nr. 36, 6. September 1981, S. 18
- Neue Zürcher Zeitung, 12. September 1981
- Uwe Stamer, Stuttgarter Zeitung, N2. 237, 14. Oktober 1981
- Jörg Bernhard Bilke, Rheinischer Merkur, 42, 16. Oktober 1981
- Peter Pawlik: Pallawatsch. Die Zeit Nr. 43, 16. Oktober 1981
- Martin Gregor-Dellin: Im Sturz durch die Welten. Stefan Heyms Roman „Ahasver“. In: Frankfurter Allgemeine Zeitung 17. Oktober 1981
- Edwin Hartl, Die Presse 17./18. Oktober 1981
- Wilfried F. Schoeller, Süddeutsche Zeitung 17./18. Oktober 1981 (Sammelrezension)
- Joachim Kaiser, ebd. 5./6. Dezember 1981
- Adolf Sckerl: Credo eines Unbequemen. Der Tagesspiegel Nr. 11033, 10. Januar 1982, S. 51
- Jürgen Peters, Frankfurter Rundschau 27. Februar 1982
- Werner Liersch, Neue Deutsche Literatur Nr. 434, 37. Jg. H. 2, Februar 1989
- Ursula Reinhold, Weimarer Beiträge, Nr. 35, H. 3, 1989, S. 495–502
- J. Becker über Ahasver, von Jurek Becker, Der Spiegel Nr. 45, 2. November 1981